# Yaqoob Abdul-Karim
Yaqoob Abdoul-Karim Salim Al Qasmi (16 febbraio 1990) è un calciatore omanita, attaccante del Saham Club e della Nazionale omanita.

## Carriera

### Nazionale
Ha esordito in Nazionale nel 2007.